# グアム・プレミア・アウトレット
グアム・プレミア・アウトレット（Guam Premier Outlets）は、グアム島の中北部、タムニンにあるショッピングモール。省略して「GPO」として言及されることもある。以前は「グアム・ショッピング・センター・アンド・グアム・プレミア・アウトレット (Guam Shopping Center and Guam Premium Outlets)」と称していた。GPOは、グアム唯一の本格的アウトレットモールである。
GPOは、グアムで一番交通量の多い交差点であるマリーン・コー・ドライブ (1号線)とチャラン・サン・アントニオ・ロード (14号線)の交差点から、チャラン・サン・アントニオ・ロードを北へ入ってすぐのところにある。グアムの代表的な観光地でホテルが多いタモン・ビーチから、バス、トロリー、タクシーなどで5分程度の至近距離にあり、観光客が買い物に訪れる代表的な場所のひとつである。
モール内には、Nine West、アン・クライン、BCBG、ゲス、リーバイス、ナイキ・スポーツ、ABCストアなどが出店している。ファーストフード店も、KFC、バーガーキング、サブウェイ、タコベルなどがモール内のフードコートに集まっているほか、構内にはモール外の独立店舗としてRuby Tuesday、ウェンディーズ、Chili'sなどのレストランが配置されている。
GPOには、公共交通のバス路線に加え、民間の観光バスも乗り入れている。

## 核店舗
- ベストセラー・ブックストア (Bestseller Bookstore) - モール外：書店
- カリフォルニア・マート (California Mart) - モール外：スーパーマーケット
- ハリウッド・シアターズ (Hollywood Theaters) - モール外：映画館
- ロス・ドレス・フォー・レス (Ross Dress for Less) - モール内：総合衣料品店